# Белый, Семён Осипович
Семён Осипович (Иосифович) Белый (1896—1937) — советский военный деятель, начальник КВОКУ, комдив.

## Биография
Родился в еврейской (по другой версии украинской) семье, родители торговцы или крестьяне. В 1916 окончил начальную школу и ремесленное училище в Херсоне. В том же году призван в царскую армию, участвовал в Первой мировой войне, служил в 44-м запасном пехотном полку. В том же полку окончил учебную команду. Член РСДРП(б) с октября 1917. После Октябрьской революции участвовал в формировании и обучении отрядов Красной гвардии. Участвовал в Гражданской войне, до января 1919 командир роты и батальона в Заднепровской стрелковой дивизии. С января по май 1919 старший адъютант и помощник коменданта Херсона, помощник коменданта Николаева. С мая по август 1919 командир сводного социалистического полка и отдельного коммунистического батальона Херсонского губернского военкомата. С августа по октябрь 1919 состоял для поручений при начальнике 47-й стрелковой дивизии, помощник начальника штаба по оперативной части той же дивизии. С октября 1919 по февраль 1920 помощник начальника штаба 1-й бригады 58-й стрелковой дивизии по оперативной части. С марта по апрель 1920 помощник коменданта, затем комендант Херсона. С апреля по июль 1920 военный комиссар Херсонской школы лекарских помощников, командир отдельного коммунистического батальона. С августа по декабрь 1920 начальник полевого штаба, помощник начальника штаба 172-й бригады 58-й стрелковой дивизии. С декабря 1920 начальник штаба 172-й бригады, но уже с мая 1921 снова помощник начальника штаба 58-й стрелковой дивизии. В 1924 окончил Военную академию РККА. Был назначен помощником начальника штаба 1-й Казанской территориальной стрелковой дивизии, затем назначен помощником начальника штаба 45-й Волынской стрелковой дивизии. С октября 1924 помощник начальника военно-академического отдела Управления военно-учебных заведении РККА. С января 1925 помощник начальника Нижегородской пехотной школы командного состава РККА по учебно-строевой части. С декабря 1925 помощник начальника 1-го отдела организационно-мобилизационного управления Штаба РККА. С января 1927 начальник штаба Московской пролетарской стрелковой дивизии, с июля 1930 помощник командира этой дивизии. С 15 ноября 1931 по 27 февраля 1935 командир 7-й стрелковой дивизии, при этом зимой 1934 являлся делегатом XVII съезда ВКП(б). С 3 марта 1935 по декабрь 1936 начальник Объединённой военной школы имени С. С. Каменева. После чего до 1937 командир и комиссар Корпуса ВВУЗ МВО. Проживал в Москве по адресу: Садовническая улица, дом 51, квартира 22. Арестован органами НКВД 3 июня 1937. Приговорён ВКВС СССР 3 ноября 1937 по обвинению в участии в антисоветском военно-фашистском террористическом заговоре к ВМН. Расстрелян в день вынесения обвинительного приговора. Реабилитирован посмертно 18 августа 1956 определением Военной коллегии Верховного суда СССР.

### Звания
- рядовой (1916);
- унтер-офицер;
- комдив (1935).

### Награды
- орден Красного Знамени (1922).